# Federación Peruana de Bádminton
La Federación Deportiva Peruana de Badminton es la encargada de velar por el desarrollo del bádminton en el Perú. En la actualidad, Perú es considerada una potencia continental de este deporte.